# عبد الرزاق أبو بكر
عبد الرزاق أبو بكر (ولد في 27 كانون الأول / ديسمبر 1962) هو عداء مالديفي تنافس في سباق 4 × 100 متر تتابع في دورة الألعاب الأولمبية الصيفية عام 1988.

## روابط خارجية
- عبد الرزاق أبو بكر على موقع أوليمبيديا (الإنجليزية)